# ハジメマシテ。
『ハジメマシテ。』はさぁさのミニ・アルバム。

## 概要
さぁさのインディーズ活動最後の作品となった本作はタワーレコード限定販売であるが、Amazon.co.jpでも購入できる。「毛布」はABC「ビーバップ!ハイヒール」エンディング・テーマ。

## 収録曲
1. sing a song
2. あたし
3. 毛布
4. ナンバーワン
5. オルゴール

作詞・作曲：さぁさ(#ALL)
編曲：新井健史(#1, 3)、中野純吾(#2, 5)、岡崎健(#4)

## 参加ミュージシャン
- さぁさ - コーラス(#2, 3, 5)
  - 岡崎健 - ギター(#4)
  - 木村永浩 - ギター(#1)
  - 中野純吾 - ギター(#2, 5)
  - 雲丹亀卓人 - ベース(#3, 4)
  - 岡本崇志 - ベース(#2, 5)
  - 鈴木佑哉 - ベース(#1)
  - 後藤信介 - ドラム(#1, 2, 5)
  - 鶴屋裕一 - ドラム(#3, 4)
  - 名倉学 - キーボード(#1, 5)
  - 伽音（Soda fountains） - コーラス(#4)[4]
  - 前田真寿美 - コーラス(#2, 5)
  - れい（vin-PRAD） - コーラス(#1)[3]